# Papil·la caliciforme
Les papil·les caliciformes són papil·les que es troben a la part posterior de la llengua. S'anomenen així per tenir les seves vores elevades entorn d'una petita cavitat.
Perceben els sabors amargs i el seu nombre és de 8 a 12.